# NGC 768
NGC 768 (również PGC 7465 lub UGC 1457) – galaktyka spiralna (Sbc), znajdująca się w gwiazdozbiorze Wieloryba. Odkrył ją Lewis A. Swift 2 grudnia 1885 roku. Jest to galaktyka z aktywnym jądrem typu LINER.